# Keep the Faith (canción de Tamara Gachechiladze)
«Keep the Faith» —[kiːp ðiː feɪθ]; en español: «Mantén la fe»— es una canción compuesta e interpretada en inglés por Tamara Gachechiladze. Fue elegida para representar a Georgia en el Festival de la Canción de Eurovisión de 2017 tras ganar la final nacional georgiana el 20 de enero de 2017.

## Festival de Eurovisión

### Festival de la Canción de Eurovisión 2017
Esta fue la representación georgiana en el Festival de Eurovisión 2017, interpretada por Tamara Gachechiladze.
El 31 de enero de 2017 se organizó un sorteo de asignación en el que se colocaba a cada país en una de las dos semifinales, además de decidir en qué mitad del certamen actuarían. Como resultado, la canción fue interpretada en segundo lugar durante la primera semifinal, celebrada el 9 de mayo de 2017. Fue precedida por Suecia con Robin Bengtsson interpretando «I Can't Go On» y seguida por Australia con Isaiah Firebrace interpretando «Don't Come Easy». La canción no fue anunciada entre los diez temas elegidos para pasar a la final, y por lo tanto no se clasificó para competir en esta. Más tarde se reveló que el país había quedado en undécimo puesto con 99 puntos.